# Nederland op het Europees kampioenschap voetbal vrouwen 2009
Nederland was een van de deelnemende landen op het Europees kampioenschap voetbal vrouwen 2009 in Finland. Het was de eerste deelname voor het land, waarin gelijk de halve finales werden bereikt. Engeland bleek daarin een maatje te groot, hoewel pas vlak voor het eind van de verlenging het beslissende doelpunt viel.

## Kwalificatie
Nederland was een van de 31 leden van de UEFA die zich inschreef voor de kwalificatie voor het EK 2009. Een daarvan was Finland, dat als organiserend land al geplaatst was. Nederland werd tweede in groep 4 achter wereldkampioen Duitsland en plaatste zich ten koste van Spanje via een play-off voor het EK.

### Kwalificatieduels
| Datum + plaats             | Wedstrijd               | Uitslag       | Scoreverloop                                                                                            |
| -------------------------- | ----------------------- | ------------- | --- |
| 12 april 2007 Bochum       | Duitsland - Nederland   | 5 - 1 (2 - 1) | 17' Torny 0-1, 31' Prinz 1-1, 34' Mittag 2-1, 48' Lingor (pen.) 3-1, 67' Garefrekes 4-1, 68' Lingor 5-1 |
| 9 mei 2007 Zug             | Zwitserland - Nederland | 2 - 2 (1 - 1) | 14' Melis 0-1, 35' Schäpper 1-1, 84' Van Eyck 1-2, 90+3' Meyer 2-2                                      |
| 26 augustus 2007 Volendam  | Nederland - Wales       | 2 - 1 (0 - 0) | 47' Melis 1-0, 64' Smit 2-0, 75' Jones 2-1                                                              |
| 1 november 2007 Volendam   | Nederland - Duitsland   | 0 - 1 (0 - 1) | 36' Krahn 0-1                                                                                           |
| 20 februari 2008 Newport   | Wales - Nederland       | 0 - 1 (0 - 0) | 47' Melis 0-1                                                                                           |
| 23 april 2008 Maasmechelen | België - Nederland      | 2 - 2 (1 - 1) | 41' Verelst 1-0, 45+1' Hoogendijk 1-1, 56' Verelst 2-1, 89' Melis 2-2                                   |
| 30 augustus 2008 Den Haag  | Nederland - Zwitserland | 1 - 1 (0 - 0) | 47' Melis 1-0, 90+1' Grundbacher 1-1                                                                    |
| 27 september 2008 Volendam | Nederland - België      | 3 - 0 (1 - 0) | 16' Melis 1-0, 51' Melis 2-0, 59' Stevens (pen.) 3-0                                                    |

### Eindstand groep 4
| Groep 4 |             |             |             |             |             |            |            |            |        |
| #       | Land        | Wedstrijden | Wedstrijden | Wedstrijden | Wedstrijden | Doelpunten | Doelpunten | Doelpunten | Punten |
| #       | Land        | G           | W           | G           | V           | V          | T          | Saldo      | Punten |
| 1       | Duitsland   | 8           | 8           | 0           | 0           | 34         | 1          | +33        | 24     |
| 2       | Nederland   | 8           | 3           | 3           | 2           | 12         | 12         | +0         | 12     |
| 3       | Zwitserland | 8           | 3           | 2           | 3           | 9          | 16         | -7         | 11     |
| 4       | België      | 8           | 3           | 1           | 4           | 7          | 15         | -8         | 10     |
| 5       | Wales       | 8           | 0           | 0           | 8           | 1          | 19         | -18        | 0      |

### Play-Offs
| Datum + plaats                      | Wedstrijd          | Uitslag       | Scoreverloop                        |
| ----------------------------------- | ------------------ | ------------- | ----------------------------------- |
| 25 oktober 2008 Las Rozas de Madrid | Spanje - Nederland | 0 - 2 (0 - 0) | 48' Stevens 0-1, 86' Van de Ven 0-2 |
| 30 oktober 2008 Volendam            | Nederland - Spanje | 2 - 0 (1 - 0) | 37' Stevens 1-0, 56' Stevens 2-0    |

Topscorers in de kwalificatie
| # | Naam               | Goals |
| - | ------------------ | ----- |
| 1 | Manon Melis        | 7     |
| 2 | Karin Stevens      | 4     |
| 3 | Nangila van Eyck   | 1     |
| 3 | Anouk Hoogendijk   | 1     |
| 3 | Sylvia Smit        | 1     |
| 3 | Jessica Torny      | 1     |
| 3 | Kirsten van de Ven | 1     |

### Oefeninterlands
Nederland speelde voor, tussen en na de kwalificatiewedstrijden ook nog aantal vriendschappelijke interlands.
| Datum + plaats             | Wedstrijd                                                           | Uitslag       | Scoreverloop                                                                                              |
| -------------------------- | ------------------------------------------------------------------- | ------------- | --- |
| 29 oktober 2006 Busan      | Australië - Nederland Peace Queen Cup                               | 1 - 0         | Australië 1-0                                                                                             |
| 31 oktober 2006 Busan      | Denemarken - Nederland Peace Queen Cup                              | 1 - 0         | Denemarken 1-0                                                                                            |
| 2 november 2006 Seoel      | Verenigde Staten - Nederland Peace Queen Cup                        | 2 - 0         | V.S. 1-0, V.S. 2-0                                                                                        |
| 22 november 2006 Almere    | Nederland - Rusland                                                 | 5 - 0 (2 - 0) | 26' Stevens 1-0, 29' De Boer 2-0, 55' Smit 3-0, 66' Spitse 4-0, 75' Van Eyck 5-0                          |
| 21 februari 2007 Almere    | Nederland - Italië                                                  | 2 - 0 (1 - 0) | 44' Torny 1-0, 75' Melis 2-0                                                                              |
| 14 maart 2007 Swindon      | Engeland - Nederland                                                | 0 - 1 (0 - 1) | 77' Melis 0-1                                                                                             |
| 29 juli 2007 Volendam      | Nederland - Noord-Korea                                             | 0 - 0         | |
| 1 oktober 2007 Almere      | Nederland - Frankrijk                                               | 1 - 4         | Frankrijk 0-1, Frankrijk 0-2, Frankrijk 0-3, Frankrijk 0-4, 71' Melis 1-4                                 |
| 27 januari 2008 Dublin     | Ierland - Nederland                                                 | 1 - 1         | 44' Melis 0-1, Ierland 1-1                                                                                |
| 5 maart 2008 Larnaca       | Japan - Nederland                                                   | 3 - 1 (1 - 0) | 35' Japan (pen.) 1-0, 56' Stevens 1-1, 69' Japan (pen.) 2-1, 70' Japan 3-1                                |
| 7 maart 2008 Paralimni     | Schotland - Nederland Cyprus Women's Cup, poulewedstrijd            | 0 - 1 (0 - 0) | 49' Stevens 0-1                                                                                           |
| 10 maart 2008 Larnaca      | Verenigde Staten -21 - Nederland Cyprus Women's Cup, poulewedstrijd | 2 - 0 (1 - 0) | 32' O'Hara 1-0, 90+3 Enyeart 2-0                                                                          |
| 12 maart 2008 Nicosia      | Japan - Nederland Cyprus Women's Cup, 3e/4e plaats                  | 2 - 1 (1 - 1) | 18' Van Eyck 0-1, 23' Nagasato 1-1, 90' Utsugi 2-1                                                        |
| 4 mei 2008 Emmen           | Nederland - China                                                   | 2 - 2         | 36' Van Eyck 1-0, China 1-1, 75' Smit 2-1, China 2-2                                                      |
| 7 mei 2008 Emmen           | Nederland - China                                                   | 1 - 1         | 25' Stevens 1-0, China 1-1                                                                                |
| 10 augustus 2008 Arcadia   | Zuid-Afrika - Nederland                                             | 1 - 2         | 2' Koster 0-1, Zuid-Afrika 1-1, 55' Stevens 1-2                                                           |
| 14 december 2008 Compiègne | Frankrijk - Nederland                                               | 0 - 2 (0 - 0) | 75' Stevens 0-1, 82' De Ridder 0-2                                                                        |
| 5 maart 2009 Nicosia       | Rusland - Nederland Cyprus Women's Cup, poulewedstrijd              | 1 - 2 (1 - 2) | 34' Melis 0-1, Rusland 1-1, 45' Melis 1-2                                                                 |
| 7 maart 2009 Larnaca       | Canada - Nederland Cyprus Women's Cup, poulewedstrijd               | 2 - 1         | Canada 1-0, Canada 2-0, 54' Smit 2-1                                                                      |
| 10 maart 2009 Paralimni    | Nieuw-Zeeland - Nederland Cyprus Women's Cup, poulewedstrijd        | 2 - 0 (0 - 0) | 49' Nieuw-Zeeland (pen.) 1-0, 69' Nieuw-Zeeland 2-0                                                       |
| 12 maart 2009 Nicosia      | Zuid-Afrika - Nederland Cyprus Women's Cup, 5e/6e plaats            | 0 - 5 (0 - 3) | 2' Melis 0-1, 30' Smit 0-2, 33' Melis 0-3, 79' Van de Sanden 0-4, 84' De Ridder 0-5                       |
| 25 april 2009 Korinn       | IJsland - Nederland                                                 | 1 - 1 (1 - 0) | 19' IJsland 1-0, 53' Smit 1-1                                                                             |
| 11 juli 2009 Amsterdam     | Nederland - Zwitserland Women's 4 Nations Cup                       | 5 - 0 (3 - 0) | 9' Stevens 1-0, 21' Melis 2-0, 37' Kiesel 3-0, 88' Pieëte 4-0, 90' Hoogendijk 5-0                         |
| 13 juli 2009 Amsterdam     | Nederland - Zuid-Afrika Women's 4 Nations Cup                       | 3 - 2 (2 - 1) | 1' Thobejane 0-1, 34' De Ridder 1-1, 45' De Vries 2-1, 62' Popela 2-2, 76' Van de Sanden 3-2              |
| 15 juli 2009 Amsterdam     | Nederland - China Women's 4 Nations Cup                             | 2 - 4 (0 - 0) | 48' Bi 0-1, 49' Stevens 1-1, 52' Bi 1-2, 82' Pang 1-3, 90' Lui 1-4, 90' Melis 2-4                         |
| 25 juli 2009 Sinsheim      | Duitsland - Nederland                                               | 6 - 0 (4 - 0) | 8' Prinz 1-0, 15' Grings 2-0, 36' Behringer 3-0, 39' Prinz 4-0, 58' Laudehr 5-0, 90' Okoyino da Mbabi 6-0 |
| 8 augustus 2009 Tilburg    | Nederland - Polen                                                   | 2 - 0 (1 - 0) | 19' Melis 1-0, 64' Brummel 2-0                                                                            |
| 13 augustus 2009 Moskou    | Rusland - Nederland                                                 | 1 - 0 (0 - 0) | 39' Femina (pen.) 1-0                                                                                     |

Topscorers in de oefenduels
| # | Naam                       | Goals |
| - | -------------------------- | ----- |
| 1 | Manon Melis                | 11    |
| 2 | Karin Stevens              | 8     |
| 3 | Sylvia Smit                | 5     |
| 4 | Nangila van Eyck           | 3     |
| 4 | Chantal de Ridder          | 3     |
| 6 | Shanice van de Sanden      | 2     |
| 7 | Marloes de Boer            | 1     |
| 7 | Marije Brummel             | 1     |
| 7 | Anouk Hoogendijk           | 1     |
| 7 | Annemieke Kiesel-Griffioen | 1     |
| 7 | Daphne Koster              | 1     |
| 7 | Marlous Pieëte             | 1     |
| 7 | Sherida Spitse             | 1     |
| 7 | Jessica Torny              | 1     |
| 7 | Lianne de Vries            | 1     |

## Wedstrijden op het Europees kampioenschap
Nederland werd bij de loting op 18 november 2008 ingedeeld in groep A. In deze groep zat onder andere gastland Finland. Uiteindelijk wist Nederland zich samen met Finland te plaatsen voor de volgende ronde. Frankrijk werd in de kwartfinales na strafschoppen verslagen. In de halve finale was Engeland te sterk. Vlak voor het eind van de verlenging beslisten de Britten de wedstrijd in hun voordeel.

### Groep A
| Groep A |            |             |             |             |             |            |            |            |        |
| #       | Land       | Wedstrijden | Wedstrijden | Wedstrijden | Wedstrijden | Doelpunten | Doelpunten | Doelpunten | Punten |
| #       | Land       | G           | W           | G           | V           | V          | T          | Saldo      | Punten |
| 1       | Finland    | 3           | 2           | 0           | 1           | 3          | 2          | +1         | 6      |
| 2       | Nederland  | 3           | 2           | 0           | 1           | 5          | 3          | +2         | 6      |
| 3       | Denemarken | 3           | 1           | 0           | 2           | 3          | 4          | -1         | 3      |
| 4       | Oekraïne   | 3           | 1           | 0           | 2           | 2          | 4          | -2         | 3      |

### Wedstrijden
|                            |          |           |                                        |                                                                               |
| 23 augustus 2009 13:45 CET | Oekraïne | 0 – 2     | Nederland                              | Veritas Stadion, Turku Toeschouwers: 2.671 Scheidsrechter: Cristina Dorcioman |
| 23 augustus 2009 13:45 CET |          | (Verslag) | 4' Kirsten van de Ven 9' Karin Stevens | Veritas Stadion, Turku Toeschouwers: 2.671 Scheidsrechter: Cristina Dorcioman |

|                            |                        |           |                                 |                                                                               |
| 26 augustus 2009 19:00 CET | Nederland              | 1 – 2     | Finland                         | Olympiastadion, Helsinki Toeschouwers: 16.148 Scheidsrechter: Jenny Palmqvist |
| 26 augustus 2009 19:00 CET | Kirsten van de Ven 25' | (Verslag) | 7', 69' Laura Österberg-Kalmari | Olympiastadion, Helsinki Toeschouwers: 16.148 Scheidsrechter: Jenny Palmqvist |

|                            |                       |           |                                 |                                                                           |
| 29 augustus 2009 16:30 CET | Denemarken            | 1 – 2     | Nederland                       | Lahden Stadion, Lahti Toeschouwers: 1.712 Scheidsrechter: Jenny Palmqvist |
| 29 augustus 2009 16:30 CET | Johanna Rasmussen 71' | (Verslag) | 58' Sylvia Smit 66' Manon Melis | Lahden Stadion, Lahti Toeschouwers: 1.712 Scheidsrechter: Jenny Palmqvist |

|                            |           |              |           |                                                                             |
| 3 september 2009 19:00 CET | Nederland | 0 – 0 (n.v.) | Frankrijk | Ratina Stadion, Tampere Toeschouwers: 2.766 Scheidsrechter: Kirsi Heikkinen |
| 3 september 2009 19:00 CET | (Verslag) |              |           | Ratina Stadion, Tampere Toeschouwers: 2.766 Scheidsrechter: Kirsi Heikkinen |

|                                                                                                   |       | strafschoppen |  |
| Karin Stevens Manon Melis Annemieke Kiesel Sylvia Smit Daphne Koster Dyanne Bito Anouk Hoogendijk | 5 – 4 | Sandrine Soubeyrand Camille Abily Amandine Henry Eugénie Le Sommer Corine Franco Ophélie Meilleroux Candie Herbert |  |

|                            |                                 |              |                    |                                                                          |
| 6 september 2009 18:00 CET | Engeland                        | 2 – 1 (n.v.) | Nederland          | Ratina Stadion, Tampere Toeschouwers: 4.621 Scheidsrechter: Gyöngyi Gaal |
| 6 september 2009 18:00 CET | Kelly Smith 61' Jill Scott 116' | (Verslag)    | 64' Marlous Pieëte | Ratina Stadion, Tampere Toeschouwers: 4.621 Scheidsrechter: Gyöngyi Gaal |

## Selectie en statistieken

### Voorselectie
De voorselectie van Vera Pauw bestond in eerste instantie uit 29 speelsters.
- Op 7 juli 2009 vielen drie speelsters af, waarmee de groep naar 26 is gebracht. Eerder al werd Tiffany Loeven vervangen door Sandra Swinkels in verband met beperkte trainingsbelasting. De drie speelsters die bij de eerste schifting afvielen waren: Jessica Torny (geen club), Tessa Oudejans (Utrecht) en Leonne Stentler (ADO).[2]
- Op 9 augustus 2009 vielen bij de laatste schifting nog vier speelsters af. Sandra Swinkels (Willem II), Sylvia Nooij (ADO), Karin Legemate (AZ) en Renée Slegers (Willem II) haalden de definitieve selectie net niet.

### Definitieve selectie
| Bondscoach      | Vera Pauw             |
| Assistent-coach | Ed Engelkes           |
| Keeperstrainer  | Jan Willem van Ede    |
| Arts            | Janet Frederiks       |
| Fysiotherapeut  | Kim Blewanus          |
| Fysiotherapeut  | Beate Thiele          |
| Masseur         | Judith Bloem          |
| Kitmanager      | Marleen Wissink       |
| Teammanager     | Sonja van Geerenstein |

| No. | Naam                         | Club              | Positie      | W |   |   | D | A |   |   |   |
| 1.  | Loes Geurts                  | AZ                | Doelvrouw    | 5 | 0 | 0 | 0 | 0 | 0 | 0 | 0 |
| 2.  | Dyanne Bito                  | AZ                | Verdediger   | 5 | 0 | 1 | 0 | 0 | 0 | 0 | 0 |
| 3.  | Daphne Koster                | AZ                | Verdediger   | 5 | 0 | 0 | 0 | 0 | 1 | 0 | 0 |
| 4.  | Manoe Meulen                 | Willem II         | Verdediger   | 5 | 0 | 0 | 0 | 0 | 0 | 0 | 0 |
| 5.  | Petra Hogewoning             | FC Utrecht        | Verdediger   | 5 | 0 | 0 | 0 | 0 | 1 | 0 | 0 |
| 6.  | Anouk Hoogendijk             | FC Utrecht        | Middenvelder | 5 | 0 | 0 | 0 | 0 | 0 | 0 | 0 |
| 7.  | Annemieke Kiesel-Griffioen   | FCR 2001 Duisburg | Middenvelder | 5 | 0 | 0 | 0 | 1 | 0 | 0 | 0 |
| 8.  | Kirsten van de Ven           | Willem II         | Middenvelder | 5 | 1 | 3 | 2 | 0 | 0 | 0 | 0 |
| 9.  | Manon Melis                  | LdB FC Malmö      | aanvaller    | 5 | 0 | 0 | 1 | 1 | 0 | 0 | 0 |
| 10. | Karin Stevens                | Willem II         | Aanvaller    | 5 | 1 | 3 | 1 | 0 | 1 | 0 | 0 |
| 11. | Sylvia Smit                  | sc Heerenveen     | Aanvaller    | 5 | 0 | 1 | 1 | 1 | 0 | 0 | 0 |
| 12. | Marije Brummel               | sc Heereneven     | Verdediger   | 0 | 0 | 0 | 0 | 0 | 0 | 0 | 0 |
| 13. | Angela Christ                | FC Utrecht        | Doelvrouw    | 0 | 0 | 0 | 0 | 0 | 0 | 0 | 0 |
| 14. | Marloes de Boer              | FC Twente         | Verdediger   | 1 | 1 | 0 | 0 | 0 | 0 | 0 | 0 |
| 15. | Claudia van den Heiligenberg | AZ                | Aanvaller    | 2 | 2 | 0 | 0 | 0 | 0 | 0 | 0 |
| 16. | Petra Dugardein              | geen club         | Doelvrouw    | 0 | 0 | 0 | 0 | 0 | 0 | 0 | 0 |
| 17. | Sherida Spitse               | sc Heerenveen     | Middenvelder | 0 | 0 | 0 | 0 | 0 | 0 | 0 | 0 |
| 18. | Lianne de Vries              | FC Utrecht        | Middenvelder | 0 | 0 | 0 | 0 | 0 | 0 | 0 | 0 |
| 19. | Marlous Pieëte               | FC Twente         | Aanvaller    | 3 | 2 | 1 | 1 | 0 | 0 | 0 | 0 |
| 20. | Jeanine van Dalen            | ADO Den Haag      | Verdediger   | 0 | 0 | 0 | 0 | 0 | 0 | 0 | 0 |
| 21. | Chantal de Ridder            | AZ                | Aanvaller    | 3 | 2 | 1 | 0 | 0 | 0 | 0 | 0 |
| 22. | Shanice van de Sanden        | FC Utrecht        | Aanvaller    | 1 | 1 | 0 | 0 | 0 | 0 | 0 | 0 |

| W | Wedstrijden        |
|   | Invalbeurten       |
|   | Gewisseld          |
| D | Doelpunten         |
| A | Assists/Voorzetten |
|   | Gele kaarten       |
|   | 2 x geel = rood    |
|   | Rode kaarten       |

KNVB ·
A-internationals ·
Bondscoaches ·
Topscorers ·
Jong OranjeLeeuwinnen ·
Vrouwen U20 ·
Vrouwen U19 ·
Vrouwen U18 ·
Vrouwen U17 ·
Vrouwen U16 ·
Vrouwen U15

EK-wedstrijden vrouwen ·
WK-wedstrijden vrouwen ·
Resultaten vrouwen kwalificaties en eindronden
1971 – 1979 ·
1980 – 1989 ·
1990 – 1999 ·
2000 – 2009 ·
2010 – 2019 ·
2020 – 2029
EK 2009 ·
EK 2013 ·
WK 2015 · 
EK 2017 · 
WK 2019 · 
OS 2020 · 
EK 2022 · 
WK 2023
Albanië ·
Australië ·
België ·
Brazilië ·
Canada ·
Chili ·
China ·
Costa Rica ·
Cyprus ·
Denemarken ·
Duitsland ·
Engeland ·
Estland ·
Finland ·
Frankrijk ·
GOS ·
Griekenland ·
Hongarije ·
Ierland ·
IJsland ·
Indonesië ·
Israël ·
Italië ·
Ivoorkust ·
Japan ·
Kameroen ·
Kosovo ·
Kroatië ·
Mexico ·
Nieuw-Zeeland ·
Nigeria ·
Noord-Ierland ·
Noord-Korea ·
Noord-Macedonië ·
Noorwegen ·
Oekraïne ·
Oostenrijk ·
Polen ·
Portugal ·
Roemenië ·
Rusland ·
Schotland ·
Servië ·
Slovenië ·
Slowakije ·
Spanje ·
Thailand ·
Tsjechië ·
Turkije ·
Verenigde Staten ·
Vietnam ·
Wales ·
Wit-Rusland ·
Zambia ·
Zuid-Afrika ·
Zweden ·
Zwitserland
Denemarken (2017) ·
Verenigde Staten (2019)